# Соуза, Лазаро Барбоса
Лазаро Барбоса Соуза (порт. Lázaro Barbosa de Sousa; 27 августа, 1988 — 28 июня 2021) бразильский преступник, убийца, который в период с 9 по 28 июня 2021 года совершил серию преступлений, в результате чего погибли 4 человека. Убит при задержании.

## Хронология преступной деятельности в июне 2021 года

### 9 июня
9 июня 2021 года Лазаро вторгся в небольшой участок, расположенный в Инкра 9, в городе Кейландия, где он убил Клаудио Видаля, 48 лет, и его сыновей Густаво Маркеса Видаля, 21 года, и Карлоса Эдуардо Маркеса Видала. Пока он убегал, он взял с собой Клеонику Маркес, 43 года, она была женой и матерью покойного.
Перед похищением Клеонике удалось связаться со своим братом и предупредить его о своей ситуации. Брат Клеоники пришел к ней домой и вызвал полицию, надеясь найти свою сестру живой. Позднее 12 июня полицейские обнаружат останки Клеоники.

### 15 июня
Лазаро был найден сельскими патрульными, которые участвовали в осаде для него после того, как он напал на семью, он перестрелился с полицией и зарезал полицейского, полицейский сбежал в больницу и быстро поправился. Ласаро, по-видимому, не пострадал, что дискредитировало историю, рассказанную смотрителем. Секретариат общественной безопасности не смог сообщить, был ли Лазаро ранен во время перестрелки.

### 24 июня
После обысков секретарь общественной безопасности заявил на пресс-конференции, что полиция арестовала двух мужчин, которые якобы помогали Лазарю сбежать. Это были фермер Эльмир Каэтано Евангелиста и смотритель Ален Рейс душ Сантуш . Согласно показаниям Алена полиции, Лазарь пять дней ночевал в доме Эльмира, где обедал и ужинал. Ален также сказал, что Эльмир криком вызовет Лазаря в лес.   Тем не менее, Эльмир, по словам его защиты, все отрицал и сказал, что он просто шутил, когда звал Лазаря.

## Смерть
28 июня губернатор Гояса Роналду Кайадо объявил об аресте Ласаро . Его нашли в доме матери его бывшей девушки. Погиб во время перестрелки с полицией после того, как дом был окружён.